# Andreï Volos
André Guermanovitch Volos (en russe : Андре́й Ге́рманович Во́лос), né le 4 août 1955 à Stalinabad, est un écrivain russe, lauréat en 2013 du prix Booker russe pour son roman Retour à Pandjroud (Возвращение в Панджруд).

## Biographie
En 1977, il obtient son diplôme en géophysique de l'université d'État du pétrole et du gaz Ivan Goubkine de Moscou. Il retourne ensuite à Douchanbé où il traduit de la poésie tadjike. En 1979, il publie les premiers vers de sa composition dans le magazine Pamir. Son premier livre, un recueil de poèmes intitulé Старое Шоссе, sort en 1988. Il se lance dans la prose à partir de la fin des années 1980. Il est membre de l'Union des écrivains de Moscou. Il vit à Moscou.
Son premier roman, Hurramabad (Хуррамабад), paru en 2000, reçoit le prix d'État de la fédération de Russie, le prix Anti-Booker ainsi que le prix du magazine Znamia et celui de Novy Mir. Le roman est composé de sept histoires qui racontent la nostalgie d'une communauté russe au Tadjikistan déchirée après l'indépendance et par la guerre civile qui a suivi dans les années 1990. Sous le nom de Hurramabad l'auteur décrit la ville de Douchanbé.
En 2003, parait son troisième roman qui ne ressemble pas aux deux autres écrits dans le genre réaliste. Cette œuvre dystopique propose deux lignes de sujet grotesques et fantastiques chacune se déroulant dans un futur lointain sur l'ancien territoire soviétique. 

## Œuvres

### Romans
- Hurramabad (Хуррамабад, 2000)
- Bien immeuble (Недвижимость, 2001)
- La Mecque de Moskova (Маскавская Мекка, 2003)
- L'Animateur (Аниматор, 2005)[1]
- Le Vainqueur (Победитель, 2008)
- Retour à Pandjroud (Возвращение в Панджруд, 2013)

### Recueils de nouvelles
- Команда 22/19, 1989
- Mymoon, 2005
- Таджикские игры, 2005[1]